# Il mio cuore dice sì
Il mio cuore dice sì (hindi: विवाह, Vivah, urdu: وواہ, italiano: Matrimonio) è un film di Bollywood del 2006 scritto e diretto da Sooraj R. Barjatya.
Il film è stato distribuito nelle sale indiane il 10 novembre 2006, mentre in Italia è stato trasmesso il 20 agosto 2011 su Rai 1 per il ciclo Le stelle di Bollywood.

## Trama
Poonam è una ragazza molto bella e timida, cresciuta dallo zio perché ha perso i genitori da piccola. Ha avuto un'infanzia felice, anche se la zia, vedendola assai più bella della propria figlia, non è mai riuscita a volerle bene.
Nel momento in cui un amico di famiglia mostra la sua fotografia alla famiglia di un aitante giovane in carriera, i parenti di lui, incantati dalla bellezza di Poonam si convincono che il loro secondogenito dovrebbe sposarla. Il giovane, Prem, inizialmente riluttante, rimane folgorato dalla sua bellezza non appena vede la foto.
I due si incontrano per conoscersi e decidono di unirsi in matrimonio. Il film segue il lento costruirsi del loro rapporto, dalle vacanze con tutta la famiglia ad un incontro privato in terrazza, dalle lamentele della zia perché il marito sta spendendo tanto per la nipote che non resterà in vista dell'eventuale matrimonio della sua "vera" figlia alla risposta di lui che in quella dimora le figlie sono due. Poonam rimane scossa quando sente un litigio dei suoi genitori adottivi e rinuncerebbe alle nozze, se lo zio non la convincesse che va tutto bene e non deve sentirsi in colpa.
Il giorno prima delle nozze, tuttavia, un incendio colpisce l'abitazione degli zii di Poonam. La giovane, per salvare sua cugina, rimane sfigurata su tutto il corpo, meno che sul viso. Viene portata subito in ospedale con ustioni di terzo grado e sottoposta ad un'operazione. Prem e i suoi li raggiungono immediatamente e lui, sinceramente innamorato, decide di sposarla comunque. La zia di Poonam rimane commossa dal gesto della nipote, che ha sacrificato la propria bellezza in nome della cugina, e la freddezza nei suoi riguardi comincia a sciogliersi.
L'operazione riesce e i due finalmente si sposano.

## Personaggi
Prem (Shahid Kapoor): è un giovane facoltoso proveniente da Delhi, che ha da poco intrapreso la sua carriera nell'azienda di affari di suo padre. Gli viene proposta come futura sposa la giovane Poonam e, dopo aver visto la sua foto e averla incontrata di persona, si innamora perdutamente di lei.
Poonam "Bitto" (Amrita Rao): è una giovane proveniente da Madhupur dai valori molto tradizionali (bellissima) I suoi genitori sono morti molti anni prima degli eventi del film e da allora vive con i suoi zii e sua cugina Rajni. Viene promessa sposa a Prem, ma dopo averlo incontrato per la prima volta di persona, si innamora di lui gradualmente.
(La zia la discrimina poiché gelosa della sua bellezza)
Mr. Harischandra (Anupam Kher): è il padre di Prem e Sunil, un uomo gentile e alla testa di una grande compagnia di affari. Legato ai valori tradizioni, vuole molto bene alla sua famiglia. È lui a esortare Prem a fidanzarsi con Poonam.
Krishna Kant "Chacha" (Alok Nath): è il padre di Rajni e lo zio di Poonam. Ama molto sua nipote ed è lui ad affermare (perché Poonam è molto più bella di Chhoti) come fosse veramente sua figlia e trascorre molto del suo tempo insieme a lei.
Rama "Chachi" (Seema Biswas): è la madre di Rajni e la zia di Poonam. Ha un rapporto difficile con Poonam in quanto è invidiosa del fatto che sia molto più bella ed elegante di sua figlia Rajni.
Sunil (Samir Soni): è il fratello di Prem e figlio maggiore di Mr. Harishchandra. Lavora nella compagnia di suo padre e lo si vede sempre leggere un giornale a casa, in particolare la sezione dedicata all'economia.
Bhavna (Lata Sabharwal): è la moglie di Sunil ed è una persona cordiale, gentile e di buon umore che si prende cura della sua famiglia.
Rajni "Chhoti" (Amrita Prakash): è la figlia di Krishnakant e Rama e cugina di Poonam. Chhoti è una ragazza brillante e maliziosa, che manca in bellezza rispetto a Poonam. Sebbene ciò vuole molto bene alla cugina e la considera come una sorella maggiore.
Bhagat Ji (Manoj Joshi): un gioielliere e commerciante. Conosce le famiglie di entrambi i protagonisti ed è lui a proporre l'incontro tra Prem e Poonam.
Munim (Dinesh Lamba): segretario di Krishnakant.
Rahul (Ameya Pandya): figlio di Bhavna e Sunil, nipote dello zio Prem e nipote del nonno Mr. Harischandra.
Doctor Rashid Khan (Mohnish Behl): il dottore che si prende cura di Poonam e la opera in seguito all'incidente prima del matrimonio.